# 日当镇
日当镇（藏語：རི་ཐང，威利转写：ri thang），是中华人民共和国西藏自治区山南市隆子县下辖的一个乡镇级行政单位。

## 行政区划
日当镇下辖以下地区：
日当村、毕念村、预备村、萨琼村、塔新村、卡塘村、加洛村、白卡塘村、塘雪村、扎村、曲古塘村和才布村。